# Courtelevant
Courtelevant és un municipi francès, es troba al departament del Territori de Belfort i a la regió de Borgonya - Franc Comtat. L'any 2004 tenia 373 habitants.

## Geografia
Es troba a 7 km de Delle i a 27 km de Belfort, la capital del departament.

## Demografia
| 1962 | 1968 | 1975 | 1982 | 1990 | 1999 | 2004 |
| ---- | ---- | ---- | ---- | ---- | ---- | ---- |
| 229  | 217  | 294  | 337  | 353  | 375  | 373  |